# 洛烏特湖
63°27′7″N 31°17′29″E / 63.45194°N 31.29139°E
洛烏特湖（俄语：Лоут），是俄羅斯的湖泊，位於該國西北部，由卡累利阿共和國負責管轄，長7.1公里、寬2.3公里，面積11.8平方公里，海拔高度167.5米，湖岸線長度29.6公里，集水區面積49.8平方公里，平均水深6米，最大水深16米。